# Euphorbia chaetocalyx
Euphorbia chaetocalyx är en törelväxtart som först beskrevs av Pierre Edmond Boissier, och fick sitt nu gällande namn av Ivar Frederick Tidestrøm. Euphorbia chaetocalyx ingår i släktet törlar, och familjen törelväxter. Inga underarter finns listade i Catalogue of Life.